# Пиньятелли, Этторе IV
Этторе IV Пиньятелли (итал. Ettore IV Pignatelli; 17 июня 1620, Сенизе — 8 марта 1674, Мадрид) — 6-й герцог ди Монтелеоне, гранд Испании 1-го класса.

## Биография
Сын Фабрицио II Пиньятелли, 5-го герцога ди Монтелеоне, и Джироламы Пиньятелли, 5-й герцогини ди Монтелеоне.
Великий адмирал и капитан-генерал Сицилии. Носил титулы 4-го князя ди Нойя, маркиза ди Черкьяра, графа ди Боррелло, Карония и Сантанджело.
В 1670 году был пожалован в рыцари ордена Золотого руна.
В 1667—1668 вице-король Арагона.

## Семья
Жена (1639): Джованна Тальявия д'Арагона Кортес, 5-я герцогиня ди Терранова, 6-я маркиза дель Валье де Оахака (12.09.1619—7.05.1692), дочь Диего д'Арагона Тальявия, 4-го герцога ди Терранова, и Эстефании де Мендосы, 5-й маркизы дель Валье де Оахака
- Диего Пиньятелли Тальявия д'Арагона, маркиз де Авила
- Андреа Фабрицио Пиньятелли д'Арагона Кортес (25.01.1640— 27.07.1677), 7-й герцог ди Монтелеоне. Жена (1665): Антония Пиментель-и-Бенавидес (1646—1707), дочь Антонио Альфонсо Пиментеля, герцога де Бенавенте, и Исабелы Франсиски де Бенавидес
- Джеронима Пиньятелли Тальявия д'Арагона Кортес (5.03.1644—16.11.1711). Муж 1) (1666): Франческо Марино Караччоло, 4-й князь д'Авеллино (1631—1674); 2) Джулио Пиньятелли, 2-й князь ди Монтекорвино, герцог ди Санто-Мауро
- Джованна Пиньятелли (ок. 1645—). Муж: Франческо Родриго Вентимилья, маркиз ди Джераче (ок. 1640—)
- Мариана Пиньятелли д'Арагона (ум. 1681). Муж: Хайме Франсиско Фернандес де Ихар, 5-й герцог де Ихар (ум. 1700)
- Стефания Пиньятелли д'Арагона (ум. 25.11.1667). Муж (8.09.1666): Фернандо де Суньига, 5-й герцог де Пеньяранда (1647—1681)